# 노미나 사크라

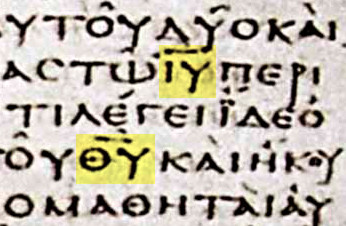

노미나 사크라(nomina sacra, 단수: nomen sacrum)는 기독교 필사 관행에서 특히 그리스어 성경 사본에서 자주 나타나는 여러 신성한 이름이나 칭호의 약어이다. 노미나 사크라는 윗줄에 걸쳐 있는 원래 단어의 두 개 이상의 문자로 구성된다.
성서학자이자 본문 비평가인 부르스 M. 메츠거는 그리스어 파피루스에서 노미나 사크라로 취급되는 15개의 단어를 나열한다. 즉, 하나님, 주, 예수, 그리스도, 아들, 성령, 다윗, 십자가, 어머니, 아버지, 이스라엘, 구세주, 사람, 예루살렘, 천국에 해당하는 그리스어 단어이다.  이 노미나 사크라는 4세기에 나오는 어머니를 제외하고 모두 3세기 이전의 그리스어 사본에서 발견된다. 15개 모두 4세기 이후의 그리스어 사본에 등장한다.
노미나 사크라는 라틴어, 콥트어, 아르메니아어(pativ로 표시), 고트어, 고대 누비아어, 고대 아일랜드어 및 키릴 문자에서도 어떤 형태로든 나타난다.

## 같이 보기
- 크리스토그램

## 관련 문헌
- Don C. Barker, "P.Lond.Lit. 207 and the origin of the nomina sacra: a tentative proposal", Studia Humaniora Tartuensia 8.A.2, 2007, 1–14.
- Philip Comfort, Encountering the Manuscripts: An Introduction to New Testament Paleography and Textual Criticism, Broadman & Holman Publishers, 2005, pp. 199–253.
- A.H.R.E. Paap, Nomina Sacra in the Greek Papyri of the First Five Centuries, Papyrologica Lugduno-Batava VIII (Leiden 1959).
- Ludwig Traube. Nomina Sacra. Versuch einer Geschichte der christlichen Kürzung, Munich 1907.